# Могилевский, Юрий Борисович
Юрий Борисович Могилевский — советский художник, автор знаменитой линогравюры Владимира Маяковского. Могилевский родился 20 ноября 1924 года в Ростове-на-Дону. Умер 19 февраля 2002 года в Москве. Награжден медалью Святослава Рериха. Является автором многочисленных портретов, в том числе портрета Владимира Маяковского, который используется в качестве логотипа московского академического театра имени Владимира Маяковского. Заслуженный художник РСФСР (1984).

## Биография
Юрий Борисович Могилевский родился в Ростове-на-Дону. Жил в Москве с 1928 года. В 1936-1939 году занимался в изостудии Советского района Москвы.
В 1939-1941 год учился в Московской средней художественной школе. А 1941 по 1942 год учился на художественном отделении Алма-Атинского театрально-художественного училища.
Во время ВОВ попал под мобилизацию. После окончания войны учился в Московском институте прикладного и декоративного искусства по 1952.
с 1956-1958 занимался в   производственно-творческой мастерской «Агитплакат» ХФ СССР . Был главным художником журнала "Театр". Сотрудничал с Московским театром сатиры, создавал афишы к его постановкам. («Клоп» В. В. Маяковского, 1955). С 1957 – участник художественных выставок. с 1959 по 1961 годы трудился в Комбинате графического искусства.
Руководил детской студией «Жар-птица» по программе ЮНЕСКО «Красота спасет мир» (1988–1994). С 1996 – бессменный председатель жюри Международного конкурса детского рисунка «Диалог», в котором за это время приняли участие более 25 тысяч детей со всего мира. Награжден медалью «Святослав Рерих».

## Деятельность
Много занимался иллюстрацией. его портретные работы вошли в  классику русской графики: Пушкин, Достоевский, Л. Н. Толстой, Гоголь, Ландау, Шостакович, Михоэлс. к «Двенадцати стульям» Ильфа и Петрова, «И дольше века длится день...» Чингиза Айтматова. В последние годы своей деятельности  Ю.Б.Могилевский создал графические серии в совершенно новой стилистике   --- «Песни Библии» и «Екатерина».

## Музеи
Работы Ю. Б. Могилевского находятся в Государственной Третьяковской галерее, Государственном Русском музее, Музее изобразительных искусств имени А. С. Пушкина, Музее В. В. Маяковского. В картинной галерее Красноармейска хранится 58 графических произведений Ю. Могилевского.